# Jefe de la República de Adigueya
El Jefe de la República de Adigueya es el funcionario federal que es ratificado por el presidente de la Federación Rusa que ejerce como jefe de Estado de la República de Adigueya, Rusia. Hasta mayo de 2011, este cargo se denominaba "presidente". Desde la disolución de la Unión Soviética, tres personas han ejercido en este cargo:

## Potestades
Según la Constitución de la República de Adigueya, Jefe de la República: 
- Definir direcciones clave de la política interna y las relaciones económicas exteriores de la República de Adigueya de acuerdo con la Constitución de Rusia , las leyes federales, la Constitución de Adigueya y las leyes de Adigueya;
- Garantizar los derechos y libertades de los ciudadanos que se encuentran legalmente en el territorio de Adigueya, la seguridad y la integridad territorial de Adigueya;
- Representar a la República de Adigueya en las relaciones con los órganos federales del poder estatal, los órganos del poder estatal de los sujetos de la Federación de Rusia, los órganos de autogobierno local y la implementación de las relaciones económicas exteriores, el derecho a firmar contratos y acuerdos en nombre de la República de Adiguesia;
- Celebrar acuerdos sobre la transferencia mutua de parte de los poderes de los órganos ejecutivos del poder estatal de la Federación de Rusia y la República de Adigueya;
- Ejercer el derecho de iniciativa legislativa en el Consejo Estatal de la República de Adigueya;
- presentar al Consejo de Estatal de la República de Adigueya el presupuesto republicano de la República de Adigueya, el programa de desarrollo socioeconómico de la República de Adigueya, así como informes sobre su implementación;
- Dirigir el mensaje anual al Consejo Estatal de la República de Adigueya;
- Promulgar leyes constitucionales, las leyes de la República de Adigueya, identificando la promulgación de las leyes constitucionales mediante la firma o un acto especial, o rechaza las leyes;
- Participar en los trabajos del Consejo Estatal de la República de Adigueya con derecho de voto consultivo;
- Garantizar la coordinación de las actividades de las autoridades ejecutivas de la República de Adigueya y otros órganos del poder estatal de la República de Adigueya y, de conformidad con la legislación de la Federación de Rusia, organizar la interacción de las autoridades ejecutivas de la República de Adigueya con el Ejecutivo federal autoridades y sus órganos territoriales, órganos de autogobierno local y asociaciones públicas;
- Exigir la convocatoria de una reunión extraordinaria del Consejo Estatal de la República de Adigueya, así como a convocar al recién elegido Consejo Estatal de la República de Adigueya para la primera reunión, informado de la fecha límite fijada para este Consejo Estatal de la República de Adigueya Constitución de la República de Adigueya;
- Presentar una solicitud al Consejo de Estado de la República de Adigueya con la propuesta de modificar y (o) adiciones a la decisión del Consejo de Estado de la República de Adigueya, o su cancelación, y también tiene derecho a apelar estas decisiones en corte;
- Determinar la estructura de los órganos ejecutivos del poder estatal de la República de Adigueya de conformidad con la Constitución de la República de Adigueya;
- Presidir las reuniones del Gabinete de Ministros de la República de Adigueya;
- Formar al Gabinete de Ministros de la República de Adigueya y decide sobre su dimisión; nombra, con el consentimiento del Consejo Estatal de la República de Adigueya, primer ministro de la República de Adigueya; el vice primer ministro de la República de Adigueya; los jefes de las autoridades ejecutivas de la República de Adigueya encargados de las finanzas, el desarrollo económico, la protección social y la agricultura, y también destituirlos de sus cargos;
- Nombrar y destituir a los demás dirigentes del poder ejecutivo de la República de Adigueya de conformidad con la legislación federal y la legislación de la República de Adigueya;
- Decidir sobre la concesión de poderes al Senador - representante del poder ejecutivo del gobierno de la República de Adigueya;
- Suspender o cancelar los actos del Gabinete de Ministros de la República de Adigueya, los ministerios y otros órganos ejecutivos de la República de Adigueya en caso de contradicción con la Constitución de la República de Adigueya, las leyes de la República de Adigueya y los actos del jefe de la República de Adigueya;
- Participar en la formación del Tribunal Constitucional de la República de Adigueya de conformidad con la ley de la República de Adigueya, así como de la Comisión Electoral Central de la República de Adigueya en la forma prescrita por la ley federal y la ley de la República de Adigueya;
- Nombrar representantes oficiales de la República de Adigueya y destituirlos de sus cargos;
- Nombrar y destituir al Comisionado para los derechos del niño en la República de Adigueya;
- Nombrar y destituir al Comisionado para la protección de los derechos de los empresarios en la República de Adigueya;
- Apelar ante el Tribunal Constitucional de la República de Adigueya y el Tribunal Constitucional de la Federación de Rusia;
- Otorgar premios estatales de la República de Adigueya y conferir títulos honoríficos de la República de Adigueya;
- Formar una administración unificada del jefe de la República de Adigueya y el Gabinete de Ministros de la República de Adigueya;
- Ejercer otros poderes de conformidad con las leyes federales, la Constitución de la República de Adigueya y las leyes de la República de Adigueya;
- Disolver el Consejo Estatal de la República de Adigueya.

## Lista de Jefes
| # | Nombre | Nombre | Nombre                   | Inicio del mandato   | Final del mandato    | Partido político |
| - | ------ | ------ | ------------------------ | -------------------- | -------------------- | ---------------- |
| 1 |        |        | Aslán Dzharímov (1936)   | 5 de enero de 1992   | 8 de febrero de 2002 | Independiente    |
| 2 |        |        | Jazret Sovmen (1936)     | 8 de febrero de 2002 | 13 de enero de 2007  | Rusia Unida      |
| 3 |        |        | Aslán Tjakushínov (1947) | 13 de enero de 2007  | 12 de enero de 2017  | Rusia Unida      |
| 4 |        |        | Murat Kumpilov (1973)    | 12 de enero de 2017  | Actualidad           | Rusia Unida      |